# Fritz Overbeck

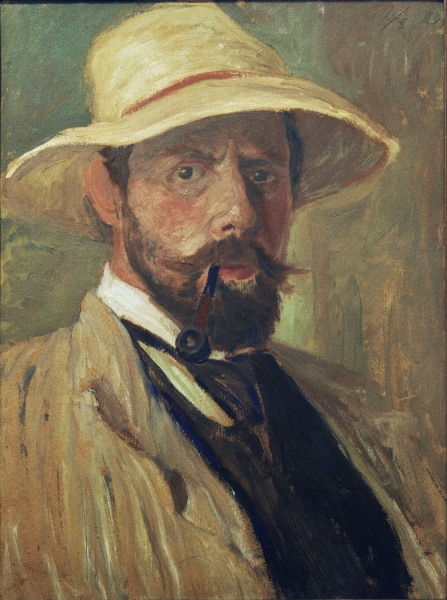
Fritz Overbeck, zelfportret

Fritz Overbeck, geboren August Friedrich Overbeck (Bremen, 15 september 1869 – Bröcken bij Vegesack, Bremen, 8 juni 1909) was een Duits kunstschilder. Hij wordt wel gerekend tot de stroming van het impressionisme, maar met een sterk realistische inslag. Hij maakte deel uit van de kunstenaarskolonie Worpswede.

## Biografie
Overbeck was de zoon van een technisch directeur bij de Norddeutscher Lloyd. Hij doorliep het gymnasium en studeerde daarna aan de Kunstacademie Düsseldorf. Overgehaald door zijn vriend Otto Modersohn vestigde hij zich in in Worpswede, te Nedersaksen. Samen met Hans am Ende en Fritz Mackensen richtten ze daar een kunstenaarskolonie op, waar zich later onder anderen ook Heinrich Vogeler en Paula Becker bij zouden aansluiten. De leden schilderen er in een impressionistische stijl, en plein air, met het heide- en moeraslandschap als belangrijkste thema. Ze leefden op eenvoudige wijze, te midden van de boerenbevolking, zich daarmee bewust afkerend van de civilisatie van de grote stad.
In 1895 exposeerden Overbeck en zijn mede-kolonisten met veel succes in de Bremer Kunsthalle en later in het Glaspalast te München. In Duitsland werd hij ook bekend door zijn tekeningen voor Stollwerck-plaatjes, natuurprentjes die bij de chocolade zaten, een beetje vergelijkbaar met de plaatjes voor de Verkade-albums in Nederland.
Overbeck bouwde een atelier op de Weijerberg te Worpswede. Hij huwde met zijn leerlinge Hermine Rothe, met wie hij een zoon en een dochter kreeg. In 1905 verhuisde hij naar Bröcken bei Vegesack, nu een stadswijk te Bremen, en specialiseerde zich in strand- en duinlandschappen. Hij overleed in 1909, plotseling, aan een herseninfarct, 39 jaar oud.
In Vegesack, Bremen bevindt zich momenteel een Overbeck-Museum, in een oud pakhuis. Werk van Overbeck is verder onder andere te zien in de Kunsthalle Bremen en het Niedersächsisches Landesmuseum Hannover.

## Galerij

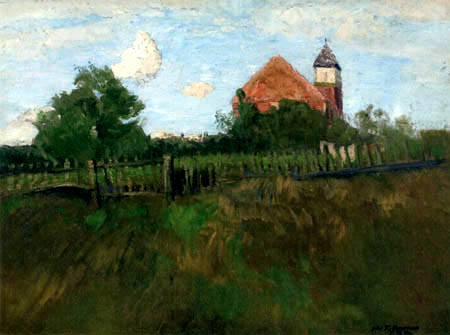
Worpsweder Kirche
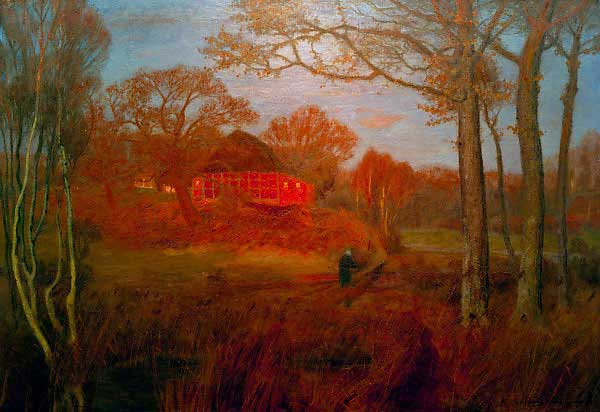
Abendsonne
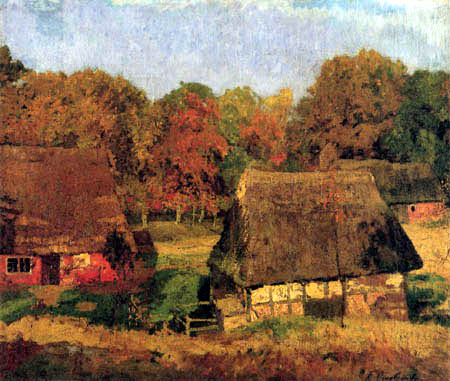
Herbstmorgen
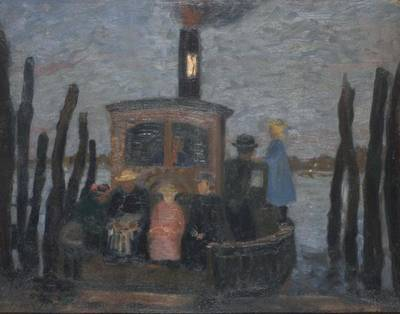
Die Fahre Frida
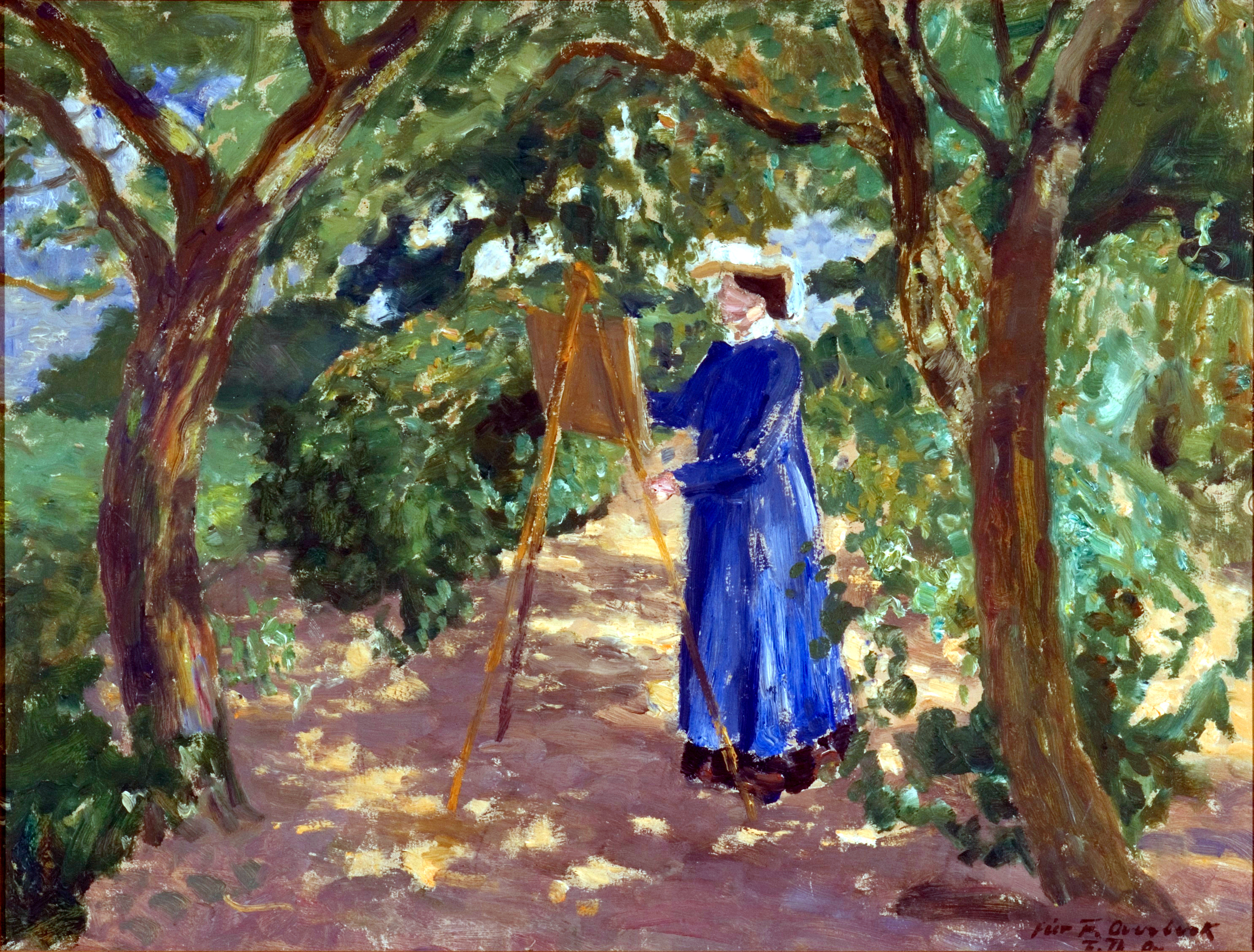
Hermine in blauer Malschürze
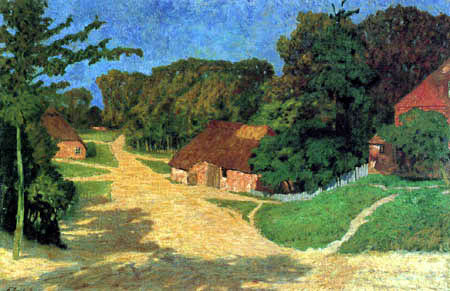
Schlottschuen
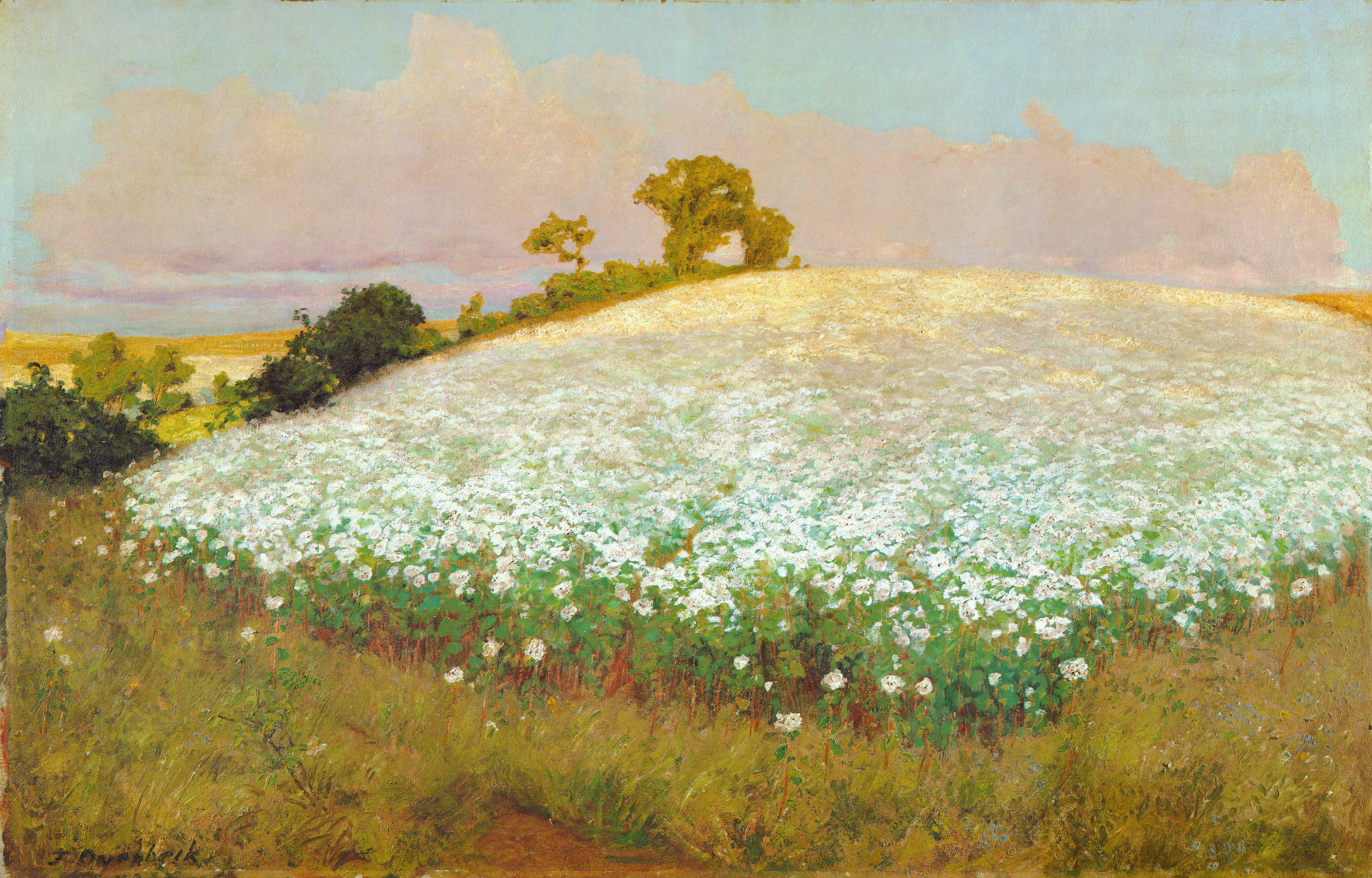
Buchweizenfeld
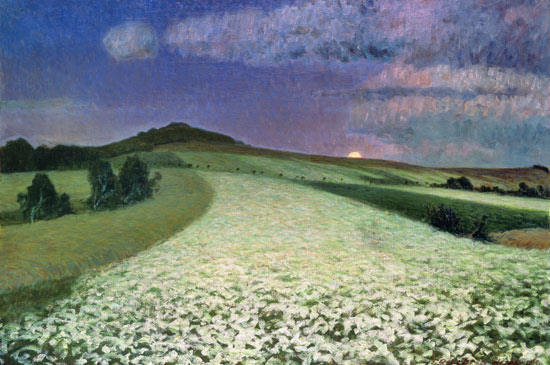
Bluehendes buchweizenfeld
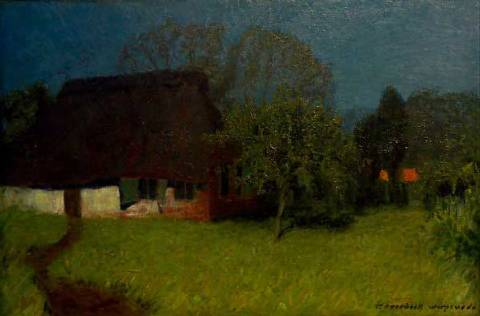
Mondnacht
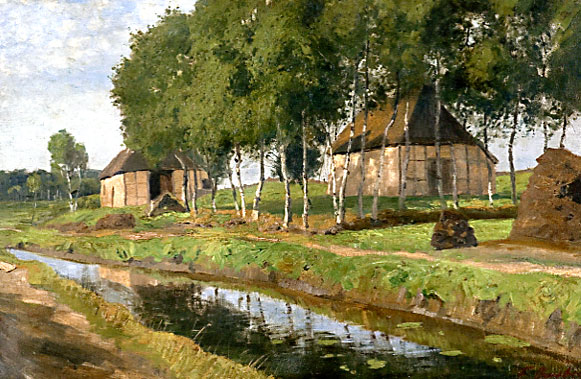
Abend am Moorkanal